# مارك إيشي
مارك إيشي (باليابانية: 石井マーク؛ بالكانا: いしい マーク) هو مؤدي صوت ياباني، ولد في 21 نوفمبر 1991 في تشيبا في اليابان.

## اعماله

### مسلسلات أنمي تلفزيونية
- نحب الأرز - هيكاري هينو